# Alberni Valley Museum
Das Alberni Valley Museum befindet sich in Port Alberni. Zweck der Einrichtung ist die geschichtliche Darstellung der Westküste Vancouver Islands, der Region Alberni Valley mit dem Hauptort Port Alberni sowie das Vermitteln der Entwicklung der lokalen Forst-, Fischerei- und Landwirtschaft. Ein weiterer Schwerpunkt ist die Ausstellung der einheimischen Folklore und die Kunst und Kultur der Nuu-chah-nulth-Indianer, welche durch die Präsentation von Fundstücken und Fotografien aufgegriffen wird. Das Museum ist Teil des Alberni Valley Heritage Networks und ist in kommunalem Besitz. Für die Auswahl und Gestaltung der Ausstellung ist die Museum and Heritage Commission zuständig. Die Kommission kooperiert wiederum mit der Industrial Heritage Society und der Maritime Heritage Society.

## Geschichte
Nachdem mit der Sammlung im Jahr 1965 begonnen wurde, wurde 1967 die The Alberni District Museum and Historical Society gegründet. Zunächst hatte die Sammlung einen Standort in einem alten Armeegebäude an der Ecke Roger Street/10th Avenue. Im Jahr 1971 wurde dann das Museum an der Wallace Street eröffnet. Im Jahr 1982 wurden die Räumlichkeiten des Museums ausgeweitet und es entstand mehr Platz für das Archiv und die Arbeit der freiwilligen Helfer.

## Ausstellung
Herausragende Elemente der Ausstellung sind die Korbflechtereien der Nuu-chah-nulth. Die Darstellung der Volkskunst legt den Schwerpunkt auf Werke von John Halfyard, Peter Szachiv sowie Cebal Ruel und Gaudiose Trembly. Das Alltagsleben im Tal wird mit Kleidung, Ausrüstung und Werkzeugen der jeweiligen Epoche erläutert, wozu auch technische Gerätschaften gehören. Wesentlicher Bestandteil der Geschichte der Westküste sind die Ereignisse um den Bau des West Coast Trails, der Beginn der Telegrafie und die Seerettung. Ergänzend hinzu kommen Wechselausstellungen zu verschiedenen Themen.

## Archiv und Shop
Teil des Museumsbetriebes ist auch die Verwaltung eines Archives. Dieses besteht aus einer Vielzahl von Dokumenten, darunter auch etwa 17.000 Fotografien. Weiterhin betreibt das Museum einen Geschenkeshop.